# Juan Antonio Guerrero Alves
Juan Antonio Guerrero Alves   (Mèrida, 20 d'abril de 1959) és un sacerdot i jesuita espanyol, que exercí com a prefecte de la Secretaria per a l'Economia de la Santa Seu des de l'1 de gener de 2020 fins al novembre del 2022.

## Biografia
Fill de Nani Alves i de Ramón Guerrero, un empresari de Mèrida, és el segon de quatre germans. Després de començar la universitat per estudiar Econòmiques, seguint la carrera del seu pare, un empresari, en acabar el 3r curs, va ingressar al noviciat de la Companyia de Jesús el 1979. Fou ordenat sacerdot el 30 de maig de 1992. Abans, es va llicenciar en Ciències econòmiques a la Universitat Autònoma de Madrid el 1986, i en Filosofia i lletres a la mateixa universitat el 1993. Va estudiar Teologia a Belo Horizonte, Brasil, i a Lió, França, i va obtenir una llicenciatura en teologia de la Universitat Pontifícia de Comillas el 1994. Estudià filosofia política al Boston College entre 1998 i 1999.
Després de la seva formació, va exercir com a professor de Filosofia Social i Política a la Universitat Pontifícia de Comillas des del 1994 a 1997, i de 1999 a 2003. També fou superior de la residència del Pozo del Tio Raimundo a Madrid, i mestre de novicis dels jesuïtes a Espanya del 2003 al 2008. Del 2008 al 2014, es va convertir en responsable de Castella per a la Companyia de Jesús, un càrrec que abasta les comunitats autònomes d'Astúries, Galícia, Cantàbria, La Rioja, Castella i Lleó, Castella - la Manxa, Comunitat de Madrid, Extremadura i Regió de Múrcia. Després va ser destinat a Moçambic, on va romandre fins al 2017, any en què va passar a convertir-se en el delegat per a les Cases Interprovincials a Roma i conseller delegat de l'ordre. Va substituir a Arturo Sosa Abascal, després que aquest fos nomenatcom a General superior de la Companyia de Jesús. A Moçambic va exercir de tresorer de la Companyia de Jesús del 2015 al 2017 i director de l'escola secundària Sant Ignasi de Loiola a Tete, per al curs 2016-2017, el seu primer any.
Les seves publicacions acadèmiques inclouen molts articles sobre filosofia social i política i també sobre espiritualitat ignaciana.
A partir del 2017 es va exercir com a delegat del General superior de la Companyia de Jesús a Roma per a llars i obres interprovincials i com a conseller general de la Companyia de Jesús, on tenia responsabilitats administratives i pressupostàries per a la Universitat Pontifícia Gregoriana i l'Institut Bíblic, l'Institut Oriental, l'Observatori Vaticà, la Ràdio Vaticana i algunes residències d'estudiants i cases d'hostes. Ha dirigit nombrosos recessos, incloent-hi un per als bisbes d'Espanya el gener de 2019.
El 14 de novembre de 2019, el Papa Francesc el va nomenar prefecte de la Secretaria per a l'Economia de la Santa Seu, a partir de l'1 de gener de 2020, substituint al cardenal australià George Pell. Encara que quan el Papa Francesc va crear aquest càrrec, va establir que hauria de ser ocupada per un cardenal i, per tant, normalment un bisbe, va acordar permetre que Guerrero Alves seguís sent sacerdot per poder tornar a les tasques ordinàries com a jesuïta quan finalitzés el seu servei curial.
El 30 de novembre de 2022 va ser acceptada la seva renúncia, per motius de salud, al càrrec de prefecte de la Secretaria d'Afers Econòmics de la Santa Seu, i va ser efectiva des de l'endemà, quan fou substituït per l'economista seglar Maximino Caballero Ledo, que en aquell moment era el secretari a les ordres de Guerrero Alves.